# گائل اتوک
گائل اتوک (انگلیسی: Gaël Etock؛ زادهٔ ۵ ژوئیهٔ ۱۹۹۳) بازیکن فوتبال اهل کامرون است که در فنلاند در باشگاه فوتبال اف سی لاهتی در پست مهاجم بازی می‌کند.